# ジャクリーン・フェルナンデス
ジャクリーン・フェルナンデス（Jacqueline Fernandez、1985年8月11日 - ）は、スリランカの女優、モデル。ミス・ユニバース・スリランカの2006年優勝者。女優としては『アラジン 不思議なランプと魔人リングマスター』に出演して以来、主にインドのボリウッドで活動している。

## 生い立ち
1985年8月11日にバーレーンのマナーマで暮らすマルチ・エスニック家庭に生まれる。父エルロイ・フェルナンデスはバーガー人、母キムはマレーシア人、母方の祖父はカナダ人である。エルロイはスリランカで活動するミュージシャンだったが、スリランカ内戦から逃れるため1980年代にバーレーンに移住し、同地で客室乗務員だったキムと出会った。ジャクリーンは第4子であり、姉が1人、兄が2人いる。
14歳の時にバーレーンのテレビ番組に出演した。同国で教育を受けた後、オーストラリアのシドニー大学に留学してマスコミュニケーションの学位を取得した。大学卒業後はスリランカに帰国し、テレビレポーターとして活動した。また、ベルリッツ コーポレーションの言語学校でスペイン語を学び、さらにフランス語とアラビア語の向上に努めた。

## キャリア

### モデル
ジャクリーンは幼少期から女優になることを望み、ハリウッドで女優になることを夢見ていた。彼女はジョン演劇学校で演技を学び、レポーターの仕事の傍ら演劇活動を行い、その結果モデル業界からスカウトされた。2006年にミス・ユニバース・スリランカの優勝者となり、ロサンゼルスで開催されたミス・ユニバース2006ではスリランカ代表を務めた。同年にはバティヤ&サンタシュのミュージックビデオ「O Sathi」に出演した。彼女は2015年のインタビューで、モデル業界を「良いトレーニングの場だった」と語っている。

### 女優

#### 2009年 - 2013年
2009年にモデル活動のためインドを訪問した。彼女は同国で『アラジン 不思議なランプと魔人リングマスター』のオーディションに参加し、ヒロインのジャスミン役に起用され、リテーシュ・デーシュムクと共演した。同作で女優デビューしたジャクリーンについて、ラジーヴ・マサンドは「魅力的で自信ありげに見えるが、彼女がやることはほとんどなかった」と批評している。同作は興行的・批評的に大きな失敗だったものの、ジャクリーンは国際インド映画アカデミー賞 新人女優賞を受賞した。2010年に『Jaane Kahan Se Aayi Hai』で再びデーシュムクと共演し、愛を求めて地球を訪れた金星人の女性を演じた。同作は批評家から酷評され、ジャクリーンの演技もRediff.comのスカニヤ・ヴェルマやニューデリー・テレビジョンのアヌパマ・チョープラーから酷評された。同年にはサジード・カーンの『ハウスフル』でアイテム・ナンバーを務めた。
2011年にマヘーシュ・バットの『Murder 2』に出演し、同作の成功によりジャクリーンのキャリアは好転した。同作ではイムラーン・ハーシュミー演じるアルジュンと複雑な関係に陥るモデルのプリヤー役を演じた。彼女の演技とセックスアピールは批評家から絶賛され、ザ・タイムズ・オブ・インディアのガウラヴ・マリニは彼女を「上品で魅力的」と絶賛したが、ハーシュミーとのロマンスについては「文字通り生焼けだった」と批評している。2012年に『ハウスフル2』でアクシャイ・クマール、ジョン・エイブラハム、アシン・トーットゥンカルと共演した。同作は2012年のボリウッド映画興行成績第8位となり、興行収入18億ルピーを記録した。しかし、ジャクリーンの演技は批評家から酷評され、ガウラヴ・マリニは彼女の外見を賞賛したものの、ニューデリー・テレビジョンからは「その役柄に何の楽しさも見出せない軽薄女」と酷評された。批評家からは酷評されたものの、ジャクリーンは国際インド映画アカデミー賞 助演女優賞にノミネートされた。
2013年にアッバス＝ムスタンの『Race 2』でサイーフ・アリー・カーン、ジョン・エイブラハム、ディーピカー・パードゥコーンと共演した。同作はラジーヴ・マサンドから「くだらない小説と同レベルの映画」と表現されている。ジャクリーンはファム・ファタールのオミーシャ役を演じ、役作りのためにフェンシングとアクロバットを学んだ。同作は興行的に大きな成功を収め、国内興行収入は10億ルピーを超えた。一方、批評面では酷評され、ニューデリー・テレビジョンのサイバル・チャテルジーはジャクリーンとディーピカーについて、「着飾っているが何処にも行かず、周囲を動き回るロボット」と批評している。同年にはプラブ・デーヴァの『Ramaiya Vastavaiya』でアイテム・ナンバーを務めた。

#### 2014年以降
2014年にサジード・ナディアドワーラーの監督デビュー作『Kick』でサルマーン・カーンと共演した。これまでジャクリーンの声は吹き替え処理が施されていたが、同作で初めて吹き替えなしで彼女の声が用いられた。スネーハー・メイ・フランシスは彼女を「信じられないほど華々しく、魔法のように動いた」と賞賛したが、Rediff.comのラジャ・センは彼女の台詞運びを「残念なものだった」と批評している。同作の興行収入は37億5000万ルピーを記録し、当時のボリウッド映画歴代興行成績第4位となった。また、同作の成功によりジャクリーンは「ボリウッドで最も人気のある女優」の一人として地位を確立した。
2015年に『Roy』に出演したが、同作は批評家サリタ・A・タンワルから「非常につまらなく、退屈でこれ見よがしな映画」と評された。ジャクリーンは2役を演じ、インディアTVからは「彼女のこれまでの中で最高の演技」、ラジーヴ・マサンドからは「ミスキャストだったように思う」と批評されている。同作は興行的に失敗した。同年には『Bangistan』にも出演している。カラン・マルホートラの『ブラザーズ』でアクシャイ・クマール、シッダールト・マルホートラと共演した。ジャクリーンは子供に苦労させられる母親ジェニーを演じ、役柄について「挑戦的」「強烈」「難しい」ものだったと語っている。彼女はこの役を演じたことで、それまで演じてきたグラマラスな女性キャラクターのイメージからの脱却に成功した。ジー・ニュースのドーリティ・シャルマはジャクリーンについて「ストリートファイターの妻としての素晴らしいキャラクターに説得力を持たせている」、スバーシュ・K・ジャーは「限られた役柄の中で素晴らしい感情的な撮影を行った」と批評している。同年には『Definition of Fear』で主演を務め、ハリウッドデビューを果たした。
2016年に『ハウスフル3』でアクシャイ・クマールと共演した。ジャクリーンの演技はファーストポストから酷評され、「視覚的な見栄え」以上の扱いがされていないと批評された。同作は批評家から酷評されたものの、興行収入は18億8000万ルピーを記録した。同年に出演した『ディシューム』も興行収入15億ルピーを記録し、ダンスショー番組『Jhalak Dikhhla Jaa season 9』では審査員を務めた。2017年にラージ・ニディモール&クリシュナDKの『A Gentleman』でシッダールト・マルホートラと共演したが、同作は批評家から酷評され、興行的にも失敗している。同年にはデーヴィド・ダワンの『Judwaa 2』でヴァルン・ダワン、タープシー・パンヌと共演した。同作は『踊るツインズ』のリメイクであり、興行的な成功を収めた。2018年にチャンドラン・ラトナムの『According to Matthew』で主演を務め、スリランカ映画デビューを果たした。当初は2017年4月公開予定だったが、2018年に延期され11月に公開された。同年にはレモ・デソウザの『Race 3』ではサルマン・カーンと共演している。2019年にスジートの『サーホー』でアイテム・ナンバーを務め、Netflix配信の『DRIVE/ドライヴ』ではスシャント・シン・ラージプートと共演した。

## 人物

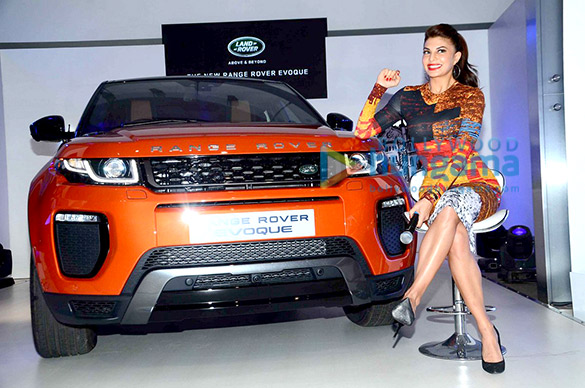
ランドローバー・レンジローバーイヴォークの新車発表イベントに出席するジャクリーン・フェルナンデス

2008年からバーレーン王家のハサーン・ビン・ラシド・アル・ハリーファと交際していたが、2011年に破局している。2011年には『ハウスフル2』撮影中に監督のサジード・カーンとの交際を始めた。メディアからは結婚間近という報道が出たものの、2013年5月に破局している。
ジャクリーンは複数の慈善団体を支援している。また、動物の保護運動にも参加しており、2014年に動物の倫理的扱いを求める人々の会から「ウーマン・オブ・ザ・イヤー」に選ばれている。この他にコンサートツアーも開催しており、2013年にはシャー・ルク・カーン、ラーニー・ムカルジー、マドゥリ・ディークシットと共に「Temptations Reloaded」を開催し、オークランド、パース、シドニーを巡った。2014年にはライブ・タレントショー『Got Talent World Stage Live』にシャー・ルク・カーン、プリヤンカー・チョープラー、ヴァルン・ダワンと共に出演した。同年7月にはスリランカの料理人ダルシャン・ムニダーサと共同でコロンボにレストランを開業した。2018年7月にはアクティブウェアを取り扱うブランド「Just F」を立ち上げた。

## メディア

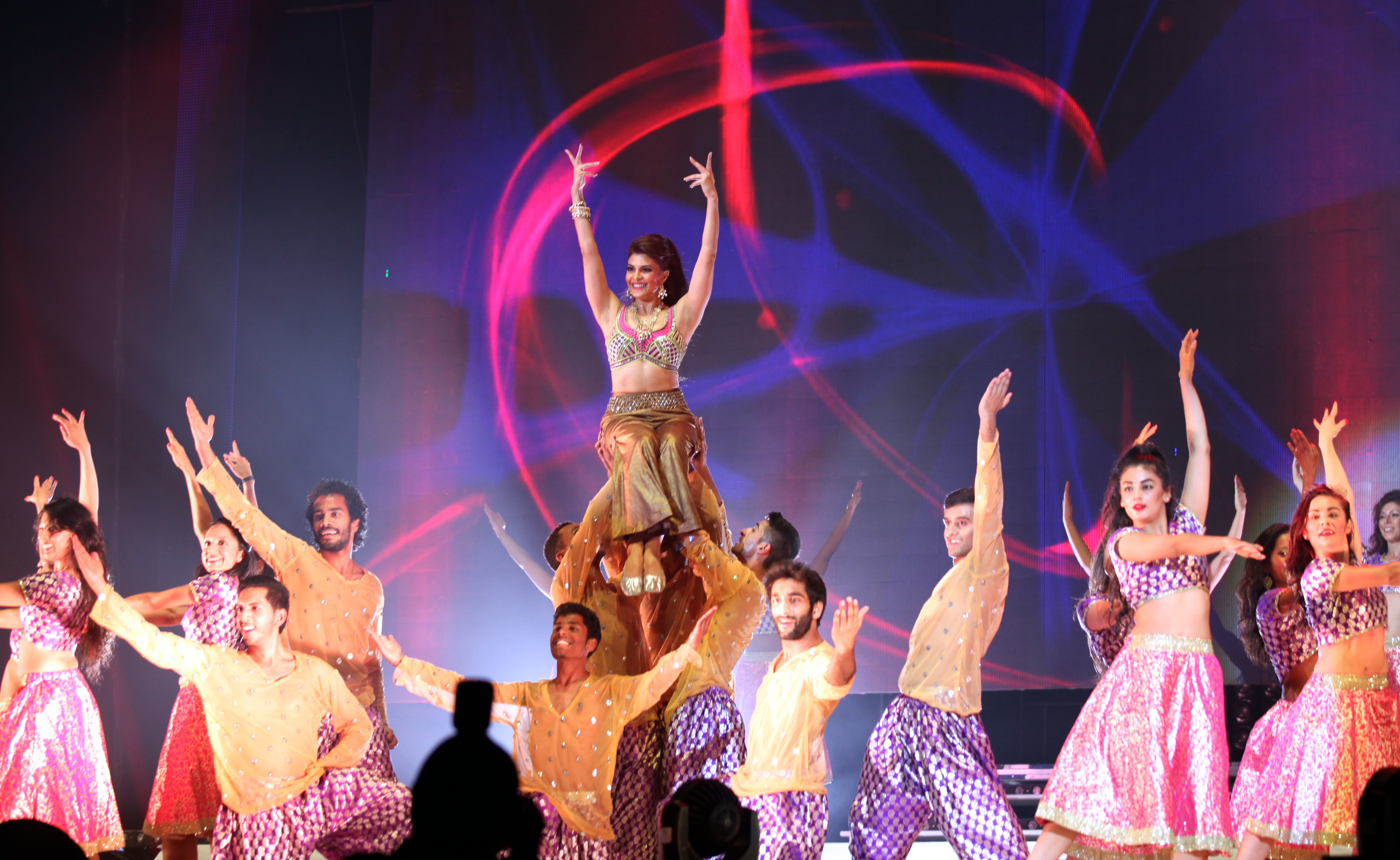
ボリウッド・ショーストッパーズ2014に参加するジャクリーン・フェルナンデス

2008年と2011年にイースタン・アイが選ぶ「世界で最もセクシーなアジア人女性」の第12位にランクインした。2013年と2014年にはザ・タイムズ・オブ・インディアが選ぶ「最も好まれる女性」の第3位にランクインし、過去3年間でそれぞれ第8位、第7位、第14位にランクインしている。2013年にRediff.comの「ボリウッド・ベスト・ドレス・アクトレス」の一人に選ばれた。2014年にはフォーブス・インディアのセレブリティ100で第62位に選ばれた。
2013年にHTC Oneシリーズのブランド大使に任命され、同年にはガレス・ピューがデザインしたフォーエバーマーク・ダイアモンドのスポークスパーソンになった。また、ムンバイのFOREVER 21のオープンイベント、ジレットのシェービング・システムのイベントにはアルバーズ・カーン、アディティヤ・ロイ・カプールと共に出席している。
ジャクリーンのキャリアについて、インディアTVは「ゆっくりと、だが確実にジャクリーン・フェルナンデスは成功の梯子を登っている。ジャクリーンは女優がやるべき仕事のあらゆる部分を把握しており、それに応じて結果を出している」と批評しており、インディア・トゥデイのチャル・タークルはジャクリーンの演技力を酷評したものの「グラマラスな役柄を積み重ねることで、ボリウッドでの居場所を見つけた」と批評している。

## フィルモグラフィー

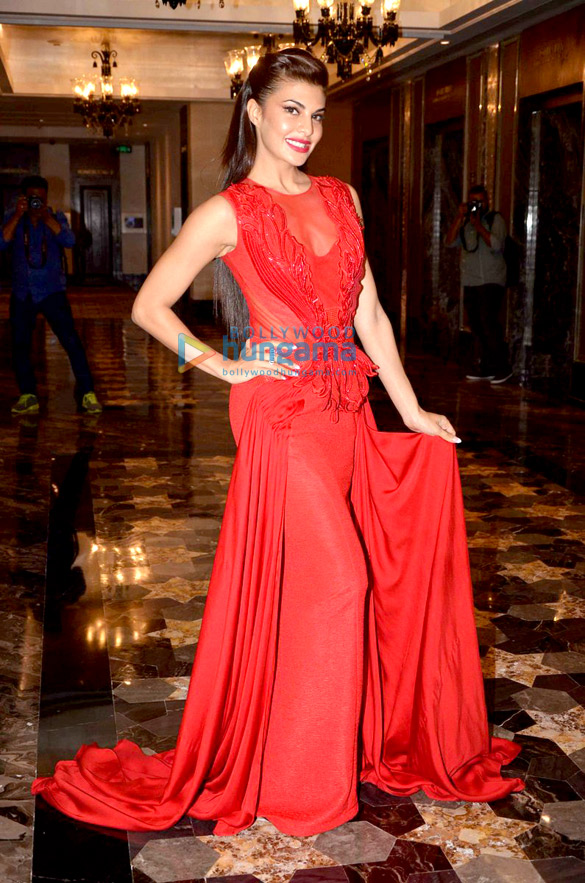
ジャクリーン・フェルナンデス

- アラジン 不思議なランプと魔人リングマスター（2009年）
- Jaane Kahan Se Aayi Hai（2010年）
- ハウスフル（英語版）（2010年）
- Murder 2（2011年）
- ハウスフル2（英語版）（2012年）
- Race 2（2013年）
- Ramaiya Vastavaiya（2013年）
- Kick（2014年）
- Roy（2015年）
- Bangistan（2015年）
- ブラザーズ（英語版）（2015年）
- Definition of Fear（2015年）
- ハウスフル3（英語版）（2016年）
- ディシューム（英語版）（2016年）
- フライング・ジャット（2016年）
- A Gentleman（2017年）
- Judwaa 2（2017年）
- タイガー・バレット（2018年）
- According to Matthew（2018年）
- Race 3（2018年）
- サーホー（2019年）
- DRIVE/ドライヴ（英語版）（2019年）
- ミセス・シリアルキラー（英語版）（2020年）
- Attack（2022年）